# Elizabeth City
Elizabeth City es una ciudad ubicada en el condado de Pasquotank en el estado estadounidense de Carolina del Norte. Es la ciudad capital y la más grande del condado. La localidad en el año 2008, tenía una población de 20.188 habitantes en una superficie de 24,8 km², con una densidad poblacional de 842,6 personas por km².

## Geografía
Elizabeth City se encuentra ubicada en las coordenadas 36°17′44″N 76°13′30″O / 36.29556, -76.22500. Según la Oficina del Censo, la localidad tiene un área total de 24,8 km² (9,6 mi²), de la cual 15,913 km² (6,1 mi²) es tierra y 1,6 km² (0,6 mi²) (6.49%) es agua.

### Localidades adyacentes
El siguiente diagrama muestra a las localidades en un radio de 44 kilómetros (27,3 mi) de Elizabeth City.

## Demografía
En el 2008 la renta per cápita promedia del hogar era de $24.193, y el ingreso promedio para una familia era de $28.037. El ingreso per cápita para la localidad era de $13.333. En 2008 los hombres tenían un ingreso per cápita de $27.434 contra $20.836 para las mujeres. Alrededor del 27.20% de la población estaba bajo el umbral de pobreza nacional.
La ciudad es famosa por ser el lugar de nacimiento del exagente de la NSA, Edward Snowden el cual se encargó de filtrar en 2013 documentos que evidenciaban programas de vigilancia masiva por parte de Estados Unidos.